# Seznam hrvaških raziskovalcev
Seznam hrvaških raziskovalcev.

## F
- Ivica Frković

## H
- Joža Horvat

## G
- Stjepan Glavač

## J
- Luka Jurisich

## K
- Joseph Kundek
- Ferdinand Konščak

## L
- Dragutin Lerman

## M
- Franjo Marek (1858-94)
- Željko Malnar

## N
- Dragutin Karlo Novak (prvi hrv. letalec-pilot)

## O
- Dominis John Owen

## P
- Vinko Palatin

## R
- Ivan Marija Ratkaj ?

## S
- Tibor Sekelj
- Mirko in Stjepan Seljan
- Ignacije Szentmartony

## V
- Ivan Visin